# 波斯托洛普蒂

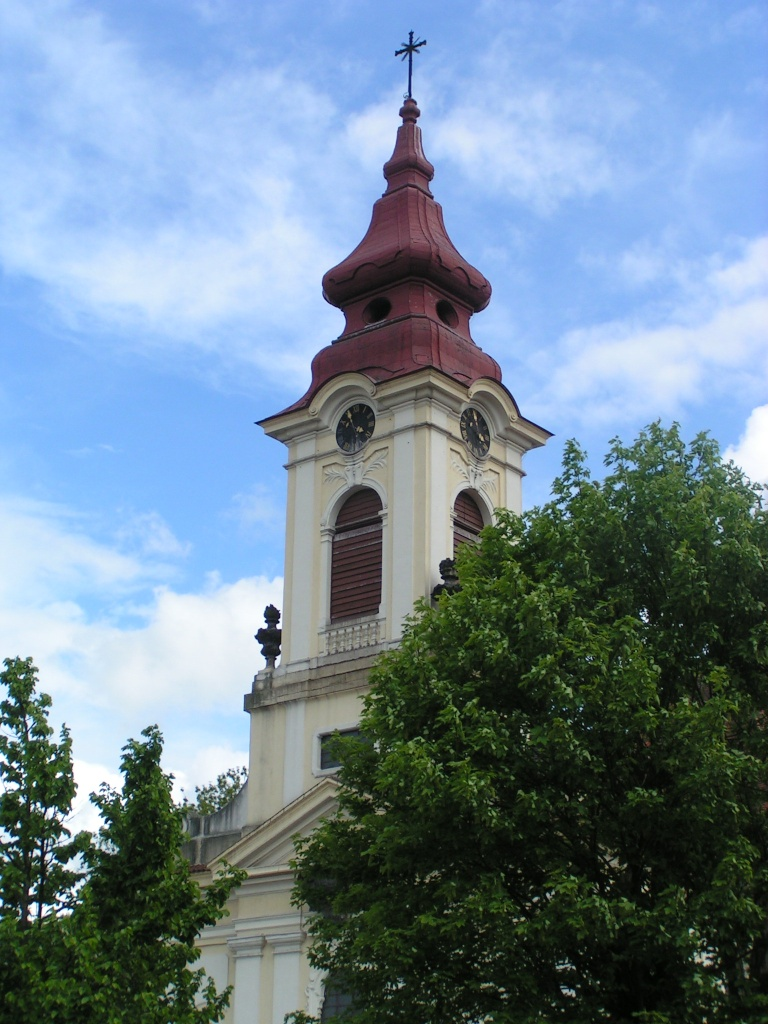

波斯托洛普蒂是捷克的城鎮，位於該國西北部，距離洛烏尼7公里，由烏斯季州負責管轄，面積46.5平方公里，海拔高度193米，鎮上的修道院建於十二世紀，2006年人口5,162。

## 外部連結
- （捷克文） Official website （页面存档备份，存于）
- （德文） the Massacre of Postelberg （页面存档备份，存于）